# Servi pro nullis habentur
 Servi pro nullis habentur лат. (изговор: серви про нулис хабентур). Робови се сматрају ни за шта.

## Значење
Античко  законодавство  робове не сматра људима. Робови су ствар, неживи предмет, ништа.

## Опаска
Поражавајућа истина, ма како социолошки образлагана, надноси сијенку на родитеља западне  културе.